# Estádio dos Arcos
Estádio do Rio Ave FC  - känd som Estádio dos Arcos - är en fotbollsanläggning i Vila do Conde, Portugal. 

Den är hemmaarena åt fotbollsklubben Rio Ave och tar in 12 815 åskådare.

	
Anläggningen invigdes den 13 oktober 1984.